# Athetis funerea
Athetis funerea là một loài bướm đêm trong họ Noctuidae.